# 旧容克河畔圣安德烈
旧容克河畔圣安德烈（法語：Saint-André-sur-Vieux-Jonc）是法国安省的一个市镇，位于该省中西部的栋布平原上。该市镇的总面积为24.22平方公里，2015年时的人口数量为1,128。

## 人口
旧容克河畔圣安德烈人口变化图示
| 数据来源：INSEE |